# Persone di nome Aleksander
| Questa pagina contiene informazioni ricavate automaticamente dalle voci biografiche con l'ausilio del template Bio e di un bot. L'aggiornamento è periodico e automatico e ricostruisce completamente la pagina. Se manca una persona in questa lista, sei pregato di non aggiungerla, ma accertati piuttosto che la sua voce biografica contenga il template Bio e che i dati anagrafici siano correttamente compilati. Se il template Bio manca, inseriscilo tu stesso o, in alternativa, metti l'avviso {{tmp\|Bio}} che ne segnala la mancanza. Se i dati riportati sono sbagliati, correggi direttamente la voce biografica; le modifiche saranno visibili in questa lista entro pochi giorni. Per chiarimenti vedi il progetto antroponimi. La lista contiene solo le 73 persone che sono citate nell'enciclopedia e per le quali è stato implementato correttamente il template Bio. Pagina aggiornata al 16 ott 2024. |

Questa è una lista di persone presenti nell'enciclopedia che hanno il prenome Aleksander, suddivise per attività principale.

## Allenatori di pallacanestro(1)
- Aleksander Sekulić, allenatore di pallacanestro sloveno (Lubiana, n. 1978)

## Altisti(1)
- Aleksander Walerianczyk, altista polacco (Cracovia, n. 1982)

## Astronomi(1)
- Aleksander Wolszczan, astronomo polacco (Szczecinek, n. 1946)

## Attori(1)
- Aleksander Zelwerowicz, attore e regista polacco (Lublino, n. 1877 - Varsavia, † 1955)

## Avvocati(1)
- Aleksander Čeferin, avvocato e dirigente sportivo sloveno (Lubiana, n. 1967)

## Calciatori(11)
- Aleksander Buksa, calciatore polacco (Cracovia, n. 2003)
- Aleksander Douglas de Faria, calciatore brasiliano (Curitiba, n. 1991)
- Aleksander Jagiełło, calciatore polacco (Varsavia, n. 1995)
- Aleksander Kłak, ex calciatore polacco (Gliwice, n. 1970)
- Aleksander Knavs, ex calciatore sloveno (Maribor, n. 1975)
- Aleksander Melgalvis Andreassen, calciatore norvegese (Hamar, n. 1989)
- Aleksander Paluszek, calciatore polacco (Breslavia, n. 2001)
- Aleksander Pawlak, calciatore polacco (Płock, n. 2001)
- Aleksander Rajčevič, calciatore sloveno (Capodistria, n. 1986)
- Aleksander Šeliga, ex calciatore sloveno (Celje, n. 1980)
- Aleksander Solli, ex calciatore norvegese (Førde, n. 1990)

## Cantanti(2)
- Aleksander Walmann, cantante e compositore norvegese (Porsgrunn, n. 1986)
- Aleksander With, cantante norvegese (Trondheim, n. 1987)

## Cardinali(1)
- Aleksander Kakowski, cardinale e arcivescovo cattolico polacco (Dębiny, n. 1862 - Varsavia, † 1938)

## Cestisti(8)
- Aleksander Balcerowski, cestista polacco (Świdnica, n. 2000)
- Olek Czyż, ex cestista polacco (Gdynia, n. 1990)
- Aleksander Dziewa, cestista polacco (Konin, n. 1997)
- Aleksander Illi, cestista, allenatore di pallacanestro e dirigente sportivo estone (Vaimastvere, n. 1912 - Saue, † 2000)
- Aleksander Lichodzijewski, cestista polacco (Słupsk, n. 1984)
- Aleksander Margiste, cestista estone (Tallinn, n. 1908 - Stoccolma, † 1988)
- Aleksander Perka, cestista polacco (Varsavia, n. 1987)
- Saša Vujačić, ex cestista sloveno (Maribor, n. 1984)

## Diplomatici(1)
- Aleksander Ładoś, diplomatico e politico polacco (Lwów, n. 1891 - Varsavia, † 1963)

## Disc jockey(1)
- Aleksander Vinter, disc jockey, produttore discografico e musicista norvegese (Oslo, n. 1987)

## Discoboli(1)
- Aleksander Tammert, ex discobolo estone (Tartu, n. 1973)

## Drammaturghi(1)
- Aleksander Fredro, commediografo e poeta polacco (Surochów, n. 1793 - Leopoli, † 1876)

## Fisici(1)
- Aleksander Jabłoński, fisico polacco (Woskresenówka, n. 1898 - Skierniewice, † 1980)

## Giornalisti(1)
- Aleksander Sikora, giornalista e conduttore televisivo polacco (Cracovia, n. 1990)

## Hockeisti su ghiaccio(2)
- Aleksander Barkov, hockeista su ghiaccio finlandese (Tampere, n. 1995)
- Aleksander Polaczek, ex hockeista su ghiaccio e hockeista in-line tedesco (Opole, n. 1980)

## Lottatori(1)
- Aleksander Cichoń, ex lottatore polacco (Rzeszów, n. 1958)

## Militari(4)
- Aleksander Izenschmid de Milbitz, militare e patriota polacco (Kuršėnai, n. 1800 - Torino, † 1883)
- Aleksander Laak, militare estone (Pöide, n. 1907 - Winnipeg, † 1960)
- Alek Skarlatos, ex militare statunitense (Roseburg, n. 1992)
- Aleksander Zawadzki, militare e politico polacco (Dąbrowa Górnicza, n. 1899 - Varsavia, † 1964)

## Multiplisti(1)
- Aleksander Klumberg, multiplista estone (n. 1899 - † 1958)

## Nobili(4)
- Aleksander Michał Sapieha, nobile e politico polacco (Vysokae, n. 1730 - Varsavia, † 1793)
- Aleksander Stanisław Potocki, nobile e ufficiale polacco (Varsavia, n. 1778 - Varsavia, † 1845)
- Aleksander Ludwik Radziwiłł, nobile e politico polacco (Njasviž, n. 1594 - Bologna, † 1654)
- Aleksander Paweł Sapieha, nobile e ufficiale polacco (n. 1672 - Vilnius, † 1734)

## Nuotatori(1)
- Aleksander Hetland, ex nuotatore norvegese (Bærum, n. 1982)

## Orientalisti(1)
- Aleksander Chodźko, orientalista polacco (Krzywicze, n. 1804 - Noisy-le-Sec, † 1891)

## Pallavolisti(2)
- Aleksander Skiba, pallavolista e allenatore di pallavolo polacco (Rokitowo, n. 1945 - Albignasego, † 2000)
- Aleksander Śliwka, pallavolista polacco (Jawor, n. 1995)

## Pedagogisti(1)
- Aleksander Michałowski, pedagogo, pianista e compositore polacco (Kamieniec Podolski, n. 1851 - Varsavia, † 1938)

## Pesisti(1)
- Aleksander Kreek, pesista estone (Lihula, n. 1914 - Toronto, † 1977)

## Pittori(2)
- Aleksander Lesser, pittore, illustratore e critico d'arte polacco (n. 1814 - † 1884)
- Aleksander Orłowski, pittore, litografo e incisore polacco (Varsavia, n. 1777 - San Pietroburgo, † 1832)

## Poeti(1)
- Aleksander Stavre Drenova, poeta, pubblicista e patriota albanese (Drenovë, n. 1872 - Bucarest, † 1947)

## Politici(5)
- Aleksander Hellat, politico e diplomatico estone (Tartu, n. 1881 - Kemerovo, † 1943)
- Aleksander Kwaśniewski, politico polacco (Białogard, n. 1954)
- Aleksander Prystor, politico e militare polacco (Vilnius, n. 1874 - Mosca, † 1941)
- Aleksander Skrzyński, politico polacco (n. 1882 - Ostrów Wielkopolski, † 1931)
- Aleksander Zawisza, politico polacco (n. 1896 - † 1977)

## Rapper(1)
- Fukaj, rapper polacco (Stettino, n. 2003)

## Registi(1)
- Aleksander Ford, regista e sceneggiatore polacco (Kiev, n. 1908 - Naples, † 1980)

## Registi teatrali(1)
- Aleksander Bardini, regista teatrale e attore polacco (Łódź, n. 1913 - Varsavia, † 1995)

## Saltatori con gli sci(1)
- Aleksander Zniszczoł, saltatore con gli sci polacco (Cieszyn, n. 1994)

## Scacchisti(1)
- Aleksander Wojtkiewicz, scacchista polacco (Riga, n. 1963 - Baltimora, † 2006)

## Schermidori(1)
- Aleksander Małecki, schermidore polacco (Zarubyntsi, n. 1907 - Września, † 1939)

## Sciatori alpini(1)
- Aleksander Aamodt Kilde, sciatore alpino norvegese (Bærum, n. 1992)

## Scrittori(2)
- Bolesław Prus, scrittore e giornalista polacco (Hrubieszów, n. 1847 - Varsavia, † 1912)
- Aleksander Wat, scrittore e poeta polacco (Varsavia, n. 1900 - Parigi, † 1967)

## Storici(2)
- Aleksander Birkenmajer, storico polacco (n. 1890 - † 1967)
- Aleksander Gieysztor, storico polacco (Mosca, n. 1916 - Varsavia, † 1999)

## Traduttori(1)
- Aleksander Kaczorowski, traduttore, saggista e giornalista polacco (Żyrardów, n. 1969)

## Vescovi cattolici(1)
- Aleksander Kazimierz Bereśniewicz, vescovo cattolico polacco (Švelniai, n. 1823 - Włocławek, † 1902)

## Viaggiatori(1)
- Aleksander Doba, viaggiatore polacco (Swarzędz, n. 1946 - Kilimangiaro, † 2021)